# Mari Helen
 Mari Helen Pedra Mendes (Pirassununga, 13 de janeiro de 1984) é voleibolista indoor brasileira, atuante na posição  de Ponteirae também Oposta  possui vasta experiência internacional  e pela Seleção Brasileira conquistou   a medalha de ouro no campeonato mundial da Tailândia em 2003 e representou a Seleção Brasileira de Novas na edição dos Jogos Pan-Americanos de Santo Domingo no mesmo ano, neste foi semifinalista.Em clubes disputou edições da Copa CEV e da Liga dos Campeões da Europa.

## Carreira
Mari Helen foi convocada para Seleção Paulista para representá-la na categoria juvenil quando disputou  e conquistou o Campeonato Brasileiro de Seleções  edisputado na cidade de Nova Lima- MG.No mesmo ano foi convocada para Seleção Brasileira para disputar o Campeonato Sul-Americano Juvenil de 2002 em La Paz-Bolívia  conquistando a medalha de ouro e a qualificação para o país disputar o Campeonato Mundial da categoria.
No ano seguinte foi convocada para Seleção Brasileira Juvenil em preparação para o Mundial supracitado .E foi relacionada para disputar o Campeonato Mundial Juvenil de 2003 Suphanburi-Tailândia , vestiu a camisa#7 e obteve a medalha de ouro e contribuiu na campanha brasileira e apareceu em alguns fundamentos: quinquagésima  entre as maiores pontuadoras, foi também a sexagésima primeira entre as com melhores bloqueios e foi a trigésima sexta  entre as melhores defensoras, foi a trigésima oitava entre as melhores sacadoras.
Ainda em 2003 foi convocada para Seleção Brasileira de Novas (Seleção B) para disputar a edição dos Jogos Pan-Americanos de Santo Domingo e na qual avançou as semifinais, mas o selecionado que fez para foi eliminado pela seleção anfitriã e na disputa pelo bronze nova derrota, encerrando na quarta colocação em sua primeira participação nesta competição.
Defendeu na temporada 2004-05 quando defendeu o Pinheiros/Blue Life  sagrando-se vice-campeã do Campeonato Paulista de 2004 disputou a Superliga Brasileira A 2004-05 encerrando por este clube na quinta posição .Na temporada seguinte atuou pelo Brasil Telecom/DF  e por este disputou a Superliga Brasileira A 2005-06 quando encerrou na sexta posição.
Em 2006 defendeu o Fiat/Minas  , este representou o Paulistano na Copa São Paulo e no Campeonato Paulista de 2006, e utilizou a alcunha de Fiat/Paulistano,época que conquistou o bronze no Campeonato Paulista   e o quarto lugar na Copa São Paulo. No ano de 2007 transferiu-se para o voleibol sul-coreano, quando reforçou o Pink Spiders   na  V-League 2007-08  sagrando-se vice-campeã desta edição
Mari Helen pela primeira vez passa atuar no voleibol italiano, fato ocorrido na jornada esportiva 2008-09 e competiu pelo Di.Ra.Lab. Roma   encerrando na Liga A2 Italiana correspondente a este período na décima segunda posição, enquanto na Copa A2 Itália avançou por esse clube até as oitavas de final.Permanecendo neste mesmo clube na jornada seguinte, este utilizando a alcunha de  So.Ge.S.A. Roma Pallavolo, encerrando na décima quarta colocação da Liga A2 Italiana.
Voltou atuar no voleibol brasileiro no período esportivo  2010-11, competindo pelo BMG /São Bernardo  na Superliga Brasileira A referente a temporada citada encerrando na oitava posição.
Em 2012 retornou ao voleibol europeu, desta vez atuando na Romênia  reforçou o Clubul Sportiv Dinamo Bucureşti (voleibol feminino) Dinamo Bucureşti  na Copa dos Campeões CEV encerrando na vigésima primeira posição e na Copa Challenge CEV encerrou na décima sétima posição e na Liga A1 Romena 2011-12, contribuiu para a conquista do bronze de seu clube.
Permaneceu na Europa e desta vez foi atuar no Azerbaijão, quando defendeu o  Lokomotiv Baku  estreando na Liga dos Campeões da Europa em 2012 quando encerrou na oitava posição por este clube e o representou também no Campeonato do Azerbaijão de 2012-13 encerrando na quarta posição.
Em 2013 transfere-se para outro clube da Europa, desta vez no voleibol grego, e competiu pelo
AEK Athens V.C , sagrando-se vice-campeã na Liga A1 Grega  e vice-campeã da Copa da Grécia.
Na temporada 2013-14 voltou para o Brasil e defendeu o São Bernardo Vôlei e disputou a Superliga Brasileira A 2013-14 encerrando por este na décima posição.

## Títulos e Resultados
- 2013-14– 10º lugar da Superliga Brasileira A [38]
- 2013-Vice-campeã da Copa da Grécia [36]
- 2012-13- Vice-campeã da Liga A1 Grega [35]
- 2012-13-4º lugar  da Campeonato do Azerbaijão [34]
- 2012-8º lugar na Liga dos Campeões da Europa [32]
- 2011-12-3º lugar  da Liga A1 Romena[30]
- 2010-11– 8º lugar da Superliga Brasileira A [26]
- 2009-10-14º lugar  da Liga A2 Italiana[23]
- 2008-09-12º lugar  da Liga A2 Italiana[22]
- 2007-08- Vice-campeã da V-League (Coreia do Sul) [21]
- 2006-3º lugar do Campeonato Paulista [18]
- 2006-4º lugar da Copa São Paulo [18]
- 2005-06– 6º lugar da Superliga Brasileira A [15]
- 2004-05– 5º lugar da Superliga Brasileira A [1]
- 2004-Vice-campeã do Campeonato Paulista[12]
- 2003-4º lugar dos Jogos Pan-Americanos (Santo Domingo,  República Dominicana)[10]
- 2002-Campeã do Campeonato Brasileiro de Seleções (Juvenil) [1]

## Premiações Individuais
[carece de fontes?]

## Ligações Externas
- Profile CEV Mari Mendes (en)
- Perfil Mari Helen (it)
- Perfil da Personalidade Maria Helen (pt)